# Vanderlei de Lima
Vanderlei Cordeiro de Lima (* 11. srpna 1969 Cruzeiro do Oeste) je bývalý brazilský vytrvalec, známý kontroverzním způsobem, kterým přišel o zlatou medaili v maratonském běhu na olympiádě 2004. Jeho osobní rekord v maratónu byl 2:08:31.
Na mistrovství světa juniorů v atletice 1988 skončil osmý v závodě na 20 km, v roce 1995 se stal mistrem Jižní Ameriky v krosu. Vyhrál Remešský maratón 1994, Tokijský maratón 1996, Volta Internacional da Pampulha 1999 a 2002, maratón v São Paulo 2002 a Hamburský maratón 2004, získal také zlatou medaili na Panamerických hrách 1999 a 2003.
Startoval na třech olympiádách: v roce 1996 obsadil v maratónu 47. místo a v roce 2000 75. místo. Na olympiádě 2004 na klasické trati z Marathónu do Atén po většinu závodu vedl, ale na 35. kilometru, když měl na pronásledovatele asi půlminutový náskok, vyběhl z publika Neil Horan, irský náboženský fanatik, propagující své názory narušováním sportovních akcí. Vrhl se na de Limu a vytlačil ho ze silnice, teprve pak zasáhli ostatní diváci a narušitele zpacifikovali. Tento nečekaný útok vyvedl Brazilce z rytmu a i když ještě krátce běžel v čele, dokončil závod až na třetím místě za Stefanem Baldinim (Itálie) a Mebem Keflezighim (USA).
Protest brazilské výpravy proti neregulérnosti závodu byl zamítnut, jako odškodné získal Vanderlei de Lima Medaili Pierra Coubertina a byl vyhlášen brazilským sportovcem roku 2004. Beachvolejbalista Emanuel Rego mu nabídl svoji zlatou olympijskou medaili, ale Lima odmítl. Závodní kariéru ukončil v roce 2009. Dostalo se mu cti zapálit olympijský oheň Letních olympijských her 2016 v Rio de Janeiro.